# L'àliga i el falcó
 L'àliga i el falcó  (The Eagle and the Hawk) és una pel·lícula estatunidenca dirigida per Stuart Walker, estrenada el 1933 i doblada al català.

## Argument
Primera Guerra Mundial (1914-1918). Tres americans (March, Grant y Oakie) s'ofereixen per anar com a voluntaris a lluitar amb els anglesos en la Royal Air Force

## Producció
Encara que només va aparèixer en una prolongada seqüència, Lombard portava un vestit lluminós, va ser publicitat com a estrella i prominentment anunciat en el pòster de The Eagle and the Hawk , just per sota de March i de Cary Grant; la promoció dels estudis també presentava Lombard en aquesta escena.
Encara que un petit nombre d'escenes aèries van ser preses pel cinematògraf aeri Elmer Dyer, moltes de les seqüències eren clips d'altres produccions de la Paramount, Wings (1927) and Young Eagles (1930), o de la Warner Brothers The Dawn Patrol (1930). L'ajudant de direcció Michael Leisen, també pilot, va gestionar gran part de la filmació aèria, i encara que no surt als crèdits, va ser el responsable de la mirada autèntica de la pel·lícula
Els avions d'època eren cinc Morse de Thomas Scouts, quatre Nieuport 28s, dos de Havilland DH-4s, un Curtiss JN-4. Els avions van ser llogats al Garland Lincoln Flying Services, una empresa que proporcionava equips d'aviació per productores de pel·lícules.

## Repartiment
- Fredric March: Jerry H. Young
- Cary Grant: Henry Crocker
- Jack Oakie: Mike Richards
- Carole Lombard: The Beautiful Lady
- Guy Standing: Major Dunham
- Forrester Harvey: Hogan
- Kenneth Howell: John Stevens
- Leyland Hodgson: Kingsford
- Virginia Hammond: Lady Erskine
- Douglas Scott: Tommy Erskine
- Robert Seiter: Voss
- Adrienne D'Ambricourt: Fifi